# Увелька
Уве́лька — река в центральной части Челябинской области России. Левый, самый крупный приток реки Уй (бассейн Тобола).
Длина — 234 км. Площадь бассейна (водосбора) — 5820 км².

## Течение

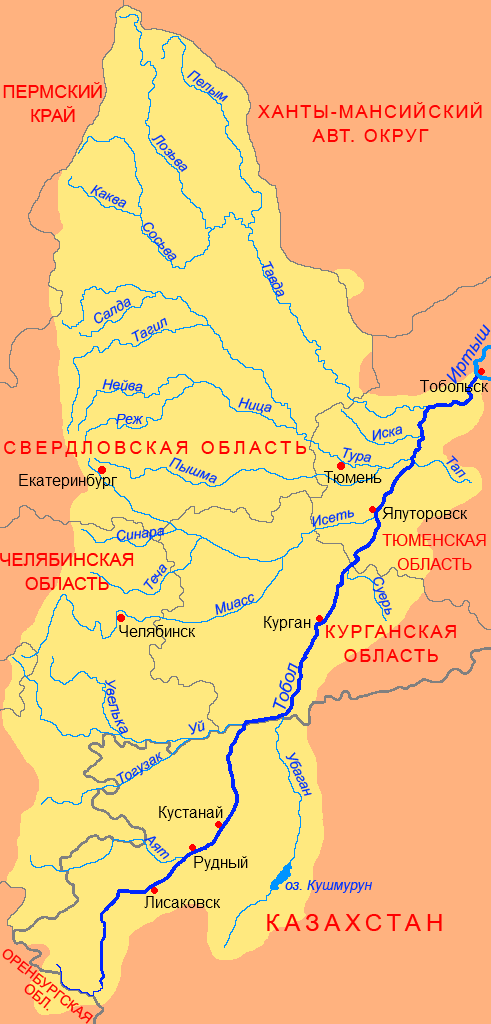
Бассейн Тобола

Исток расположен вблизи озера Кундравинское в Чебаркульском районе. Увелька впадает в реку Уй на территории города Троицка. Протекает по территории шести районов: Чебаркульского, Уйского, Пластовского, Еткульского, Увельского и Троицкого, а также по двум городам: Южноуральску и Троицку.

## Притоки
← Левый приток
→ Правый приток

Расстояние от устья:
- 30 км: ← Большой Лог
- 43 км: → Тогузак
- 89 км: ← Кабанка
- 107 км: → Сухарыш
- 128 км: → Коелга
- 157 км: ← Татарка
- 166 км: → Карасу
- 175 км: ← Кумляк
- 190 км: ← Каратал
- 193 км: → Бурля
- 196 км: → Малая Увелька
- 214 км: → Кокуй

## Гидрология
| Средний расход воды (м³/с) реки Увелька по месяцам с 1968 по 1989 гг. (замеры производились на гидрологическом посту Карсинский Зерносовхоз) |

## Населённые пункты
На берегах Увельки расположены: города Южноуральск, Троицк, посёлок Красногорский, а также множество сёл.

## Использование
Вблизи города Южноуральска при строительстве ГРЭС на Увельке была сооружена плотина и образовалось крупное Южноуральское водохранилище. Аналогично на Увельке при впадении её в реку Уй сооружено Троицкое водохранилище, также для водоснабжения Троицкой ГРЭС.

## Археология
В 2008 археологическая экспедиция под руководством А. Д. Таирова обнаружила захоронения, относящиеся к VII веку до н. э. Близ реки есть выходы яшм.

## Галерея

Гидрографическая сеть реки Увельки

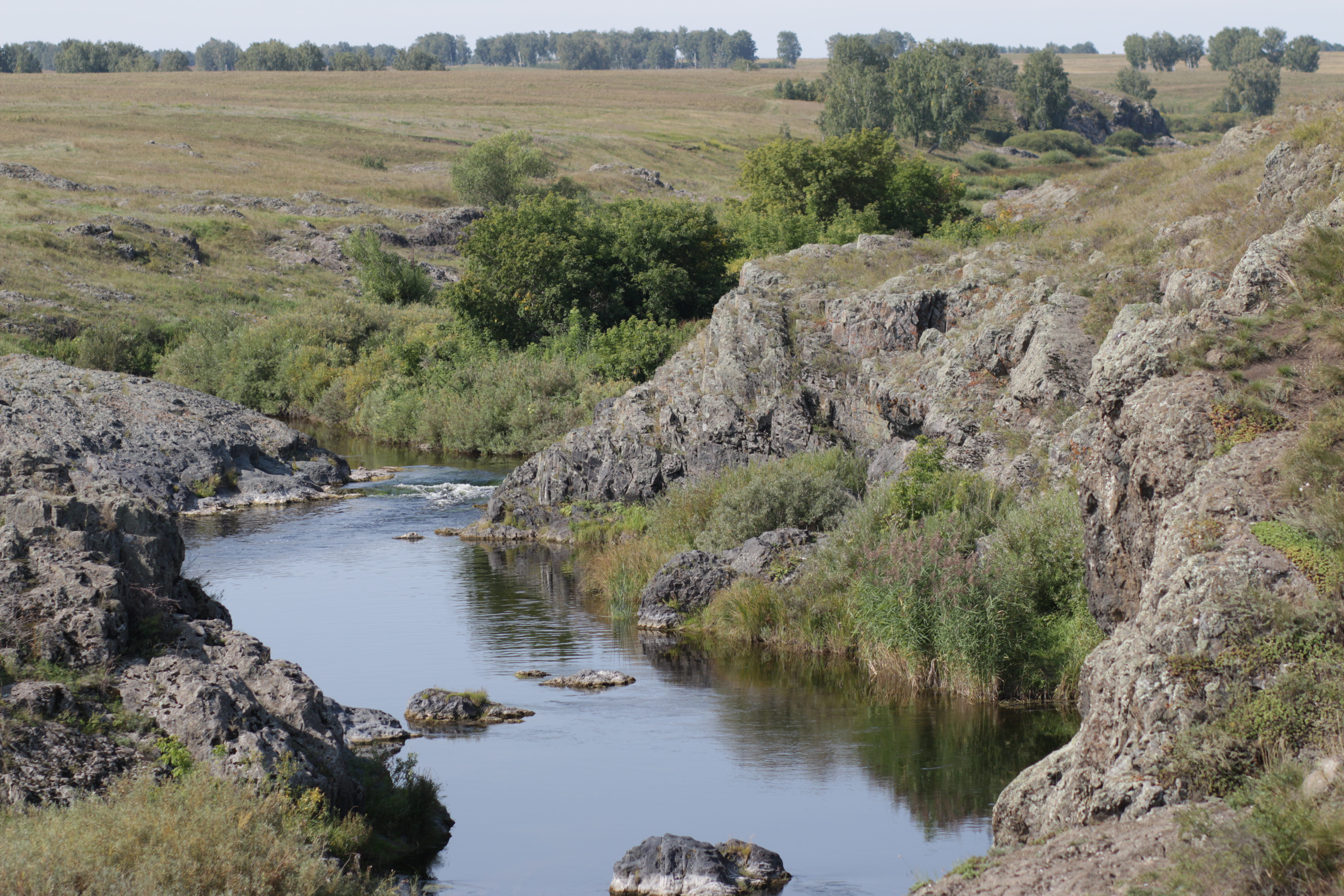
Скальные выходы вблизи урочища "Старая мельница"
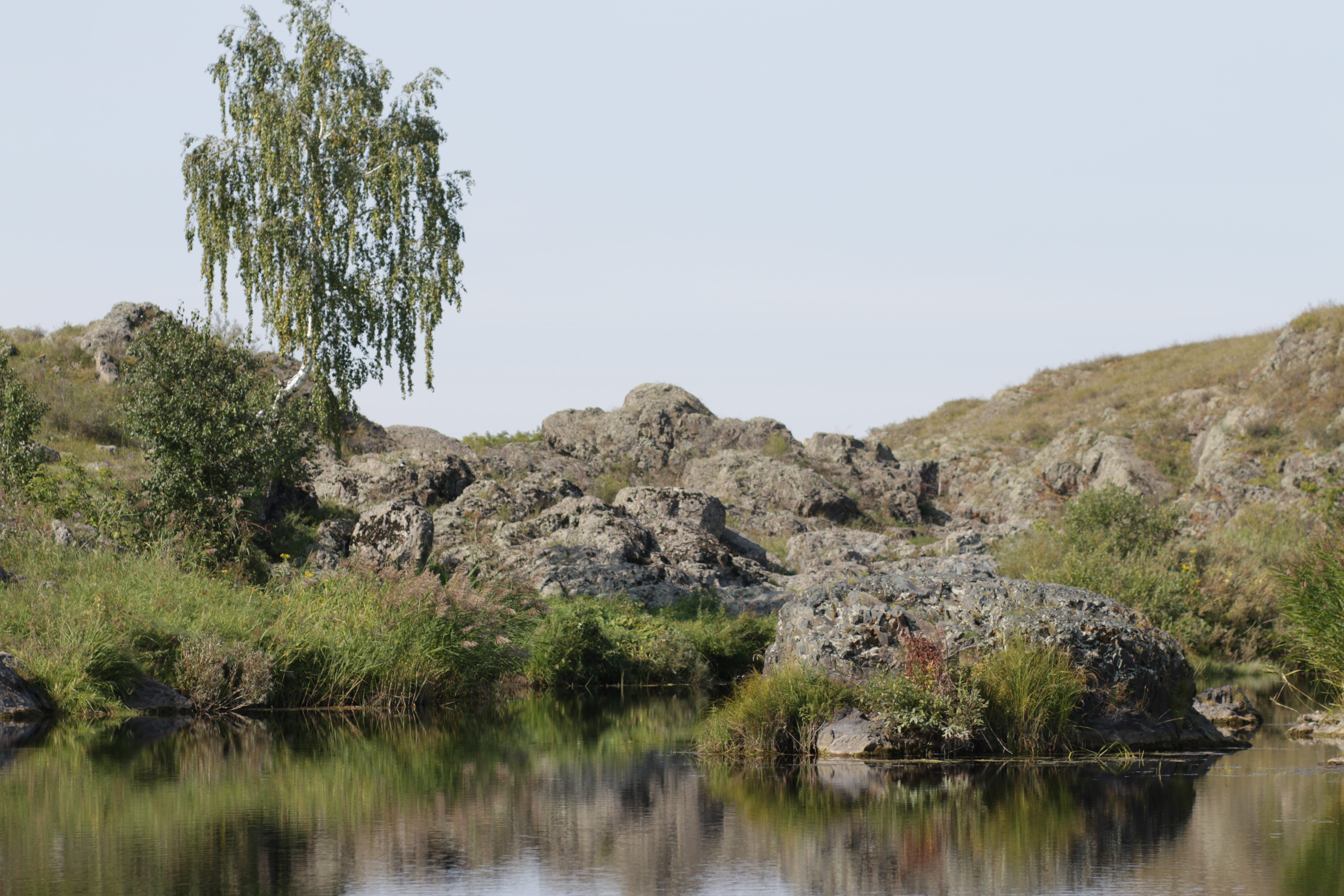
Скальные выходы вблизи с.Красносельское
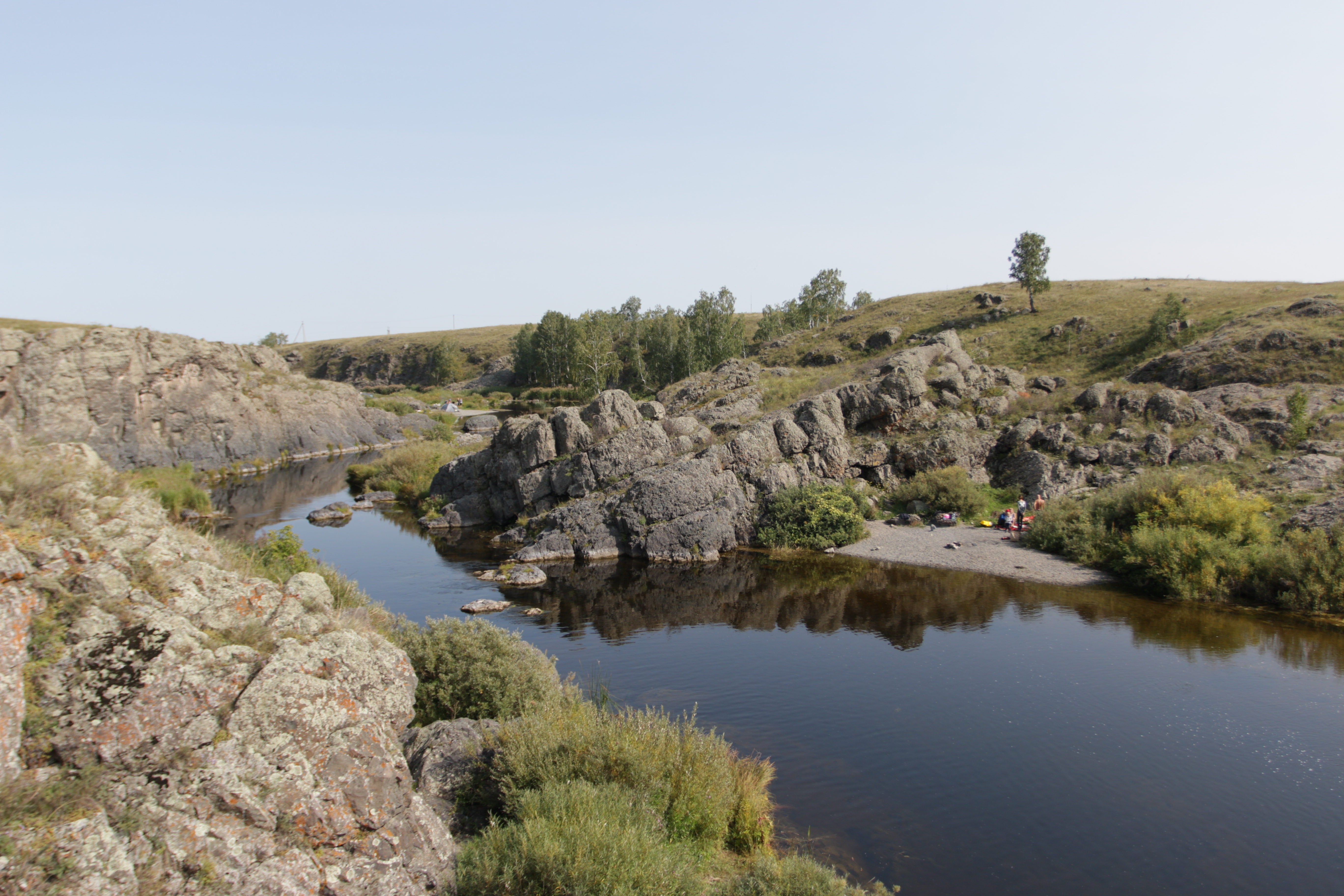
Место отдыха местных жителей вблизи с.Красносельское